# Бахоњ
Бахоњ (слч. Báhoň) насељено је мјесто са административним статусом сеоске општине (слч. obec) у округу Пезинок, у Братиславском крају, Словачка Република.

## Становништво
| Година:    | 1994. | 2004.   | 2014.   | 2024.   |
| ---------- | ----- | ------- | ------- | ------- |
| Број људи: | 1479  | 1615    | 1748    | 1812    |
| Разлика:   |       | +9,19 % | +8,23 % | +3,66 % |

| Година:    | 2023. | 2024.   |
| ---------- | ----- | ------- |
| Број људи: | 1833  | 1812    |
| Разлика:   |       | -1,14 % |

Према подацима о броју становника из 2024. године насеље је имало 1812 становника.